# Armando Méndez San Martín
Armando Méndez San Martín (Buenos Aires, 29 marzo 1902 – San Paolo, 4 aprile 1958) è stato un politico argentino. ministro della pubblica istruzione fra il 1950 e il 1955 durante la presidenza di Juan Domingo Perón.

## Biografia
Figlio di Manuel Méndez ed Eugenia de San Martín, studiò alla facoltà di medicina dell'Università di Buenos Aires, presso cui si laureò nel 1932. Divenne docente della stessa facoltà.
Entrò nella massoneria.
Aderì al peronismo fin dal principio e il 6 settembre 1946 fu nominato tesoriere della Sociedad de Beneficencia. Quando, nel 1948, l'organizzazione si trasformò nella Dirección de Asistencia Social, alle dipendenze della Segretaria del Lavoro e della Previdenza, divenne il suo primo direttore. Questo ruolo lo avvicinò alla Fondazione Eva Perón, che fu fondata ufficialmente l'8 luglio 1948, e di cui divenne il primo direttore generale. il suo contatto diretto con Eva Perón gli permise di ascendere rapidamente nella sua carriera politica, e nel 1949 fu membro dell'Assemblea costituente.
Il 21 giugno 1950 fu nominato ministro della pubblica istruzione. Durante il suo incarico furono resi obbligatori nelle scuole argentine i libri di testo che indottrinavano gli studenti verso l'ideologia peronista e verso la lealtà a Perón e a Evita, a partire delle prime classi dell'istruzione primaria. Dopo la morte di Eva Perón, promosse una legge che stabiliva che La razón de mi vida — l'autobiografia politica della primera dama — divenisse libro di testo obbligatorio nelle scuole di ogni ordine e grado.
Pretese di estendere il sistema di organizzazione politica del peronismo all'istruzione universitaria e secondaria, fondò nel 1951 la Confederación General Universitaria, che competé senza troppo successo con la Federación Universitaria Argentina. Nel 1953 fondò l'Unión de Estudiantes Secundarios, con due rami: maschile e femminile, dotandola di centri di attività e campi sportivi; il ramo femminile aveva una sede nei pressi della residenza presidenziale di Olivos.
Deciso a centralizzare tutta l'istruzione sotto il controllo del governo, nel 1954 promosse la legge 14.297, che poneva le università nazionali sotto la dipendenza diretta del suo ministero. Ciò fece infuriare l'opposizione studentesca, che aveva fatto dell'autonomia universitaria ottenuta a partire dalla riforma universitaria del 1918 una delle sue bandiere politiche.
Nell'agosto del 1954 fu anche ministro dei trasporti ad interim.
Le voci sulla relazione tra Perón e una delle studentesse dell'Unión de Estudiantes Secundarios, Nelly Rivas, e la fondazione del Partito Democratico Cristiano nel 1954 generarono tensioni tra settori della Chiesa cattolica in Argentina e il peronismo; il ministro Méndez San Martín, nella suo atteggiamento verso il presidente — che è stato definito molto ossequiente — attizzò il malcontento del presidente Perón, che diede inizio a una serie di schermaglie a partire dal discorso del 17 ottobre 1954. Presto si arrivò a un confronto aperto; varie fonti affermano che Méndez San Martín e altri ministri anticlericali, come Ángel Borlenghi, convinsero Perón a intensificare il conflitto. Ciò comportò l'introduzione del divorzio, il divieto dell'uso degli spazi pubblici per le celebrazioni religiose, l'abolizione dell'educazione religiosa nelle scuole — ciò che più premeva al ministro della pubblica istruzione — e la fine della lotta contro la prostituzione. Méndez San Martín fu uno degli autori delle leggi che soppressero la direzione dell'istruzione privata e che ristabilirono le case di tolleranza.
Dello scontro con la Chiesa cattolica si avvantaggiarono tutte le opposizioni e fu una delle cause del bombardamento di Plaza de Mayo del giugno del 1955. Questi drammatici fatti convinsero Perón della necessità di u rimpasto nella compagine governativa e Méndez San Martín dovette lasciare il suo incarico il 29 giugno 1955. Nonostante il rimpasto, Perón cadde nel settembre dello stesso anno.
Dopo aver passato alcuni mesi in carcere, si rifugiò nelle ambasciate di diversi paesi prima di poter lasciare il paese. Durante l'esilio di Perón in Venezuela fu uno dei suoi numerosi visitatori.
Morì a San Paolo nel 1958.